# Boesenbergia ornata
Boesenbergia ornata là một loài thực vật có hoa trong họ Gừng. Loài này được (N.E.Br.) R.M.Sm. mô tả khoa học đầu tiên năm 1980.